# Зграда занатског дома у Шапцу
Зграда занатског дома у Шапцу, подигнута је 1934. године, данас се у њој налази просторије Шабачког позоришта. Представља непокретно културно добро као споменик културе.
Зграда је саграђена добровољним прилозима шабачких занатлија, грађана и шапчана из других места. Њихова имена су уклесана на три црне мермерне плоче у осмоуганом холу који повезује помоћне просторије и дворану за представе. Њен аутетичан изглед је сачуван у спратном делу, где изнад угаоног фронта има балустарду са алегоријским фигурама заната, рад шабачког сликара Стевана Чалића.